# Traçabilité
La traçabilité est la situation dans laquelle on dispose de l'information nécessaire et suffisante pour connaître (éventuellement de façon rétrospective) la composition d'un matériau ou d'un produit du commerce tout au long de sa chaîne de production, de transformation et de distribution.
Et ce, en quelque endroit que ce soit, depuis l'origine première du produit jusqu'à sa fin de vie, soit comme dit l'adage : « du berceau jusqu'à la tombe » pour les produits industriels ou du slogan « de la fourche à la fourchette » pour un produit agricole alimentaire.
Les règles et bonnes pratiques en matière de traçabilité sont déterminées par des normes, ou bien des organismes de Contrôle nationaux ou internationaux. Ainsi, dans l'Union européenne, la traçabilité des aliments est sous le contrôle de l'Autorité européenne de sécurité des aliments (AESA).
Le terme vient de l'anglais traceability qui signifie littéralement « aptitude au traçage » ; il n'est pas reconnu, mais simplement toléré par l'Académie française.

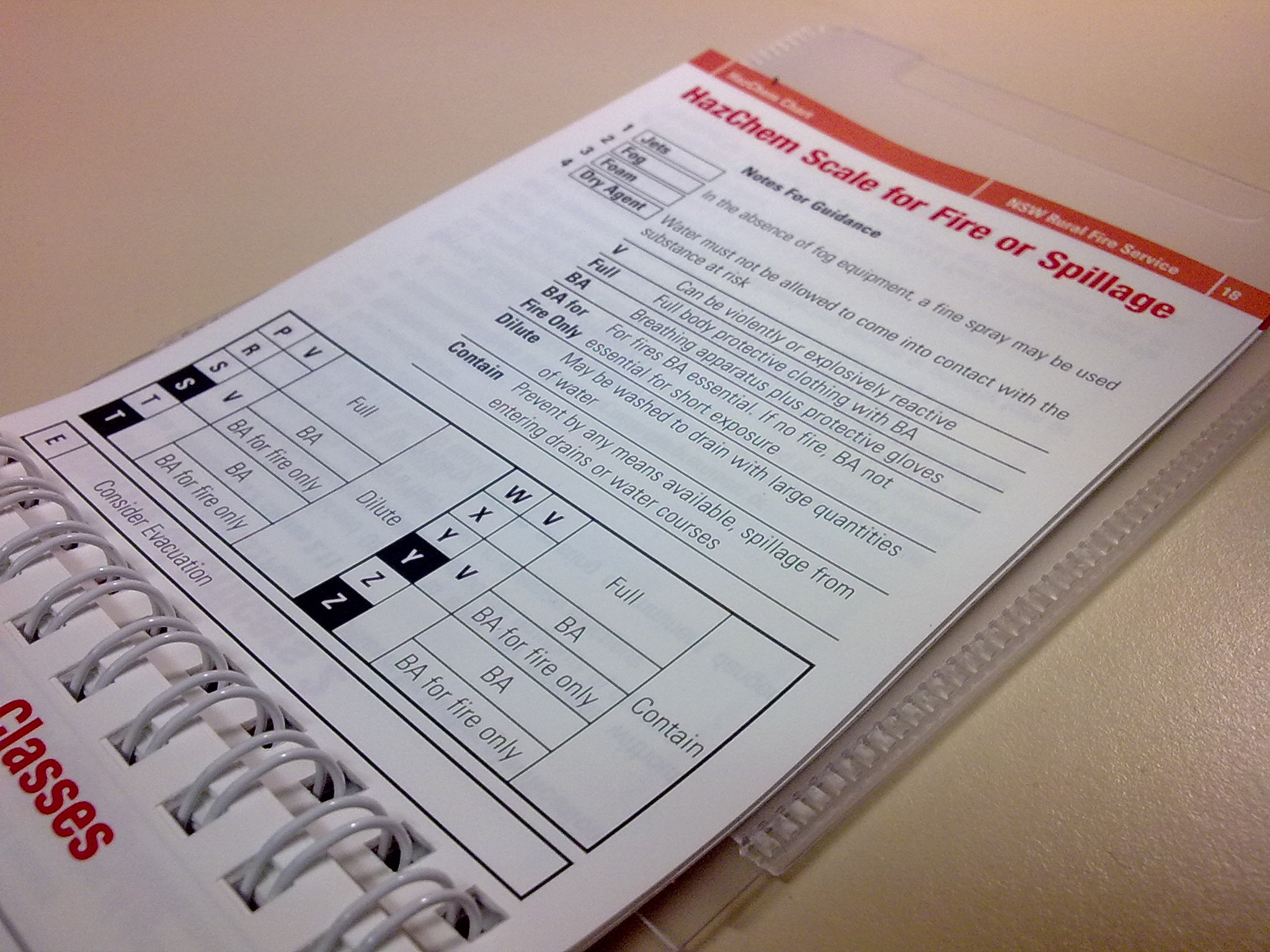
L'un des gages de bonne « traçabilité » et de bonne gestion des risques dans le cas de produits toxiques ou dangereux est un inventaire précis et bien mis à jour

## Enjeux de la traçabilité

### Intérêt de la traçabilité
La traçabilité joue un rôle important dans la surveillance et l'appréciation de la qualité d'un produit : il ne suffit pas de constater qu'un élément du produit est défaillant. Il s'agit aussi de savoir quels produits composent cet élément, et quelles opérations ont été effectuées sur ces composants. Ceci afin d'être en mesure :
- D'agir de façon curative pour rectifier le plus rapidement possible la conformité du produit et/ou mieux gérer les conséquences/dégâts provoqués (résolution du/des problèmes et remise en conformité, destruction, rappel, etc.) ;
- De réaliser une analyse du problème en amont et aval pour mettre en place des actions correctives ;
- D'intégrer de manière préventive dans la conception et dans la production tous les éléments pertinents ;
- De poursuivre en justice — à l'aide de la mise en cause de sa responsabilité juridique (articles 1382 et 1384 du Code Civil) — un producteur ayant occasionné aux personnes et/ou aux biens des désordres graves.

#### En Europe
- Dans un premier temps, la traçabilité était réservée au domaine de la pharmacie, et s'appelait « suivi de lot ». Elle permettait de savoir à quelles officines pharmaceutiques avait été délivré tel lot de tel médicament, afin de pouvoir le rappeler, s'il s'avérait problématique (dangereux). Le hasard a fait, en 1986, qu'une société de conseil et d'ingénierie, nommée S.E.M. (Service Études et Mécanisation), ait proposé aux laboratoires Fournier, à Dijon, de faire non seulement un nouveau magasin de stockage, mais également d'améliorer la productivité de sa préparation de commandes. L'ingénieur chargé de l'étude (Bernard Hilaire, par ailleurs fils d'Yves-Marie Hilaire), s'inspirant des objectifs japonais de l'époque, imagina un site fonctionnant « sans papiers ». Le magasin était donc avec des trans-stockeurs, et le projet donna naissance à 5 innovations : suivi et aiguillages de cartons sur des convoyeurs en employant des codes-barres, emploi de disquettes pour transmettre les bordereaux aux transporteurs, système Savoye Pack 600 pour économiser sur l'emballage, algorithme de pré-colisage (conçu par Jean-Lucien Rascle, de la société Courbon, qui sera créateur, ensuite, de Logarithme), picking avec des afficheurs donnant la quantité à prélever pour chaque carton. La société Fournier n'accepta pas d'ajouter un bouton sur l'afficheur, à la demande de Bernard Hilaire, « pour suivre informatiquement les lots », que parce que c'était gratuit. En effet, ils ne suivaient les lots, alors, que pour quatre produits. Un an après, ils lui indiquèrent qu'ils le faisaient pour tous leurs produits. Il fallut dix années à Bernard Hilaire pour comprendre et vérifier qu'il s'agissait, en fait, de la première réalisation mondiale de traçabilité électronique (plusieurs entreprises lui demanderont ensuite de l'adapter à des cas plus spécifiques ou complexes : magasins sans tans-stockeurs (1987), comptage de la quantité prélevée par balance (1987, qui, dans sa forme pleinement aboutie sera développée ultérieurement par Logarithme et Jean-Lucien Rascle), traçabilité d'approvisionnements multi-fournisseurs et multi-codes avec échanges radio (1989-90), première informatisation totale de pharmacie hospitalière (1995-96), etc.
- À la suite de plusieurs crises, dont celle de l'encéphalite spongieuse bovine, l'Union européenne a mis en place le système d'alerte RAPEX. Soit un système informatisé devant recenser tous les produits de consommation dangereux, à l'exception des denrées alimentaires, des produits pharmaceutiques et des appareils médicaux[1].
- Le slogan « De la fourche à la fourchette » a, dans les années 2000, couvert un vaste programme de restructuration et coordination à échelle européenne de « tous les aspects sensibles en la matière, à tous les stades de la filière agro-alimentaire : santé et alimentation animales, qualité des productions végétales (y compris les innovations OGM), sécurité des intrants agricoles (fertilisants, pesticides, etc.), qualité et surveillance des produits et denrées alimentaires transformés mis sur le marché (y compris les règles d'étiquetage), problématique de la sécurité alimentaire dans les échanges internationaux ».

En janvier 2000, la Commission a publié une charte de base, le « Livre blanc sur la sécurité alimentaire » qui prévoit un plan de réformes législatives visant des règles cohérentes et transparentes, un renforcement des contrôles et des avis scientifiques. Tout le droit existant devait être revu avant 2007 et rendu compatible avec la nouvelle juridiction communautaire sur la sécurité alimentaire.

#### En France
La DGCCRF (Direction générale de la concurrence, de la consommation et de la répression des fraudes) a mis en place divers systèmes de traitement de données (dont données à caractère personnel) via notamment :
- Le système « Alertes et signalements », « dont l'objet est la gestion des alertes RAPEX ou RASFF, des indices de danger et des signalements dans les secteurs alimentaires et non alimentaires »[3],
- Le système IRIS (Intégration et restitution des informations saisies) « dont l'objet est de rassembler dans une seule base des informations en provenance d'autres bases de données métier, de les traiter et d'en assurer la présentation »[4].

### Les domaines sensibles
Cette notion a une importance particulière et grandissante pour :
- Les produits concernant la santé humaine, comme l'alimentation et les médicaments (qui ont été les premiers à l'employer, sous le nom de « suivi de lot »).

Elle est utilisée, par exemple, pour prévenir les risques liés aux produits agro-alimentaires, faire face aux possibles contrefaçons de médicaments. Une norme européenne (UCC EAN 128) permet, par exemple, de standardiser la traçabilité en matière de santé (en particulier des médicaments, des instruments chirurgicaux et des dispositifs médicaux (notamment les prothèses), qui nécessitent, en général, l'emploi d'un numéro de série).
- La non-nocivité de toutes sortes d'objets du commerce dévolus à des catégories d'utilisateurs fragiles : par exemple, les jouets pour les enfants.
- La ⁣⁣sécurité⁣⁣, aéronautique, automobile (qui permet notamment le rappel de lots de véhicules comportant un composant défectueux ou suspecté comme tel), ou informatique, etc.
- Le traitement des produits chimiques ou de déchets, puisque leur producteur en est responsable jusqu'à son élimination ;
- Les composants et sous-composants de tout objet issu d'une activité de transformation industrielle ou artisanale.

C'est aussi une préoccupation croissante pour le consommateur-citoyen qui veut, par exemple, être sûr que le produit ne fait pas intervenir d'éléments contraires à son éthique ou à sa morale, comme le travail des enfants, la destruction de ressources non renouvelables, une pollution non traitée, etc. C'est un des éléments essentiels de l'écocertification et de l'écosociocertification (du bois ou produits dérivés du bois par exemple).

## Histoire

### Antiquité
La traçabilité des actes est attestée depuis l'Antiquité, par les sceaux notamment :
- La traçabilité des animaux est également connue des éleveurs, propriétaires d’animaux et des autorités sanitaires depuis des milliers d’années. Ainsi l’identification par marques corporelles était déjà réglementée par le Code de Hammurabi en Mésopotamie, 3 800 ans auparavant.
- Le marquage indélébile au fer rouge, ou par des marques sur les oreilles (le bec d’oiseaux parfois), avec ou sans écrits attestant les caractéristiques de l’animal, semble avoir été pratiqué presque partout dans l'Antiquité, au moins pour les animaux de valeur marchande, religieuse (cf. sacrifices), symbolique ou militaire.
- Les cygnes des rois d’Angleterre dès le XIIIe siècle étaient marqués par des incisions sur la peau du bec.

### XIVe–XIXesiècles
Un marquage sanitaire accompagnant des certificats était utilisé pour contrer ou limiter les épizooties (peste bovine, peste humaine du XIVe siècle, péripneumonie contagieuse bovine, morve, rage…), avec de sévères sanctions en cas d’infractions. Il concernait, par exemple, des animaux vivants, malades, douteux, morts, ou des sous-produits suspects.
Jean Blancou, dans « Histoire de la traçabilité des animaux et des produits d’origine animale » (Rev. sci. tech. Off. int. Epiz., 20), cite le marquage, lors d’épizooties du XVIIIe siècle, de produits contaminés ou à risques (viande, cuirs) découpés, lacérés ou couverts de chaux pour les reconnaître et les rendre inconsommables ou invendables.
En France, un arrêt du Conseil du roi, du 16 juillet 1784 imposait le marquage des animaux « soupçonnés de la morve ou de toute autre maladie contagieuse telle que le charbon, la gale, la clavelée, le farcin (morve cutanée) et la rage ». L’animal douteux ou malade devait porter un cachet de cire verte sur le front, portant les mots « animal suspect », ces animaux étant conduits et enfermés à part des autres.
En 1875, Hurtrel d'Arboval préfère lui le plombage, en tous cas chez les bêtes à cornes auxquelles on passe une ficelle reliant la base des cornes, les deux bouts sertis dans un plomb du type plomb de douane, « cette marque s’enlève dès qu’elle est devenue inutile, et cependant elle ne peut être changée sans que cette action laisse des traces sensibles »,.

### AuXXesiècle

#### Reconstruction et production de masse
La traçabilité se développe d'abord pour répondre au modèle fordiste de production de masse relancé par les besoins de reconstruction de l'après-guerre. Dans ce nouveau contexte, un volume de plus en plus considérables de biens sont produits et diffusés via des organisations réparties sur des territoires de plus en plus étendus. Le maintien de la confiance dans ces systèmes répartis implique une parfaite et immédiate identification des objets de transaction.
En effet, la fabrication en série de produits fait aussi changer d'échelle de risque (possibilité de fraudes à grande échelle ou de production d'erreurs en série). Nous devons pouvoir retrouver facilement et rapidement l’origine de séries de produits défectueux, et d'identifier/localiser ces produits eux-mêmes, par exemple, pour les retirer de la vente.
Des systèmes de normalisation (ex. : systèmes ISO) se diffusent largement qui requièrent de tous les opérateurs participants aux échanges :
- D'identifier leur produit par un code et un numéro de série. Les lots de production furent donc assortis de numéro identifiant le lot, voire le produit dans le lot.
- De faire figurer ces informations en code-barres ou dispositifs similaires (éventuellement invisibles, tels que codes magnétiques, ou puces électroniques (transpondeur) incluses dans le bois, dans un produit ou un animal vivant).

La traçabilité a profité de progrès majeurs, liés à l'informatique et à sa miniaturisation, avec notamment trois outils :
- Les codes-barres, permettant une identification rapide et automatique par lecteur optique. La puce électronique qui peut contenir plus d’informations tend à les remplacer pour les usages sophistiqués.
- Les radio-étiquettes (ou « puces » RFID) qui permettent un suivi complet de la vie d'un produit. En effet, elles sont à lecture/écriture, et ce, à distance (jusqu'à plusieurs mètres) d'une capacité de 64 000 caractères — 32 pages de livre environ — et peuvent se reprogrammer plusieurs millions de fois. L'alimentation et l'échange des données en lecture ou en écriture se fait sur une porteuse inductive. La puce électronique étant « passive » ne nécessite pas d'être connectée à une source d'énergie.
- Les bases de données plus ou moins interconnectées, permettant de suivre un grand nombre de références et d'effectuer des recoupements de manière automatisée.

L'identification par l'ADN (via des puces à ADN) commence à apparaitre pour les produits directement issus du règne vivant, viandes, poisson, champignons, et notamment pour le bois.
La traçabilité étend son domaine d'action vers le suivi individualisé de divers produits. Par exemple :
- Le contenu d’un colis postal envoyé en recommandé, est suivi grâce à son identifiant. Le cheminement est relevé : quel opérateur a manipulé quel produit et où, avec quelle machine, dans quel endroit. La température, les chocs, etc. peuvent aussi être enregistrés).
- Les déchets produits par chaque famille peuvent être pesés et suivis grâce à des puces électroniques sur la poubelle domestique et les camions de ramassage.

#### Sous-traitance et diversification des approvisionnements
Lorsque les procédés industriels sont dispersés, en amont, par un large recours à la sous-traitance, le contrôle des composants avant leur arrivée sur le lieu de leur assemblage est une condition d'efficacité et de qualité. La conformité et la traçabilité des pièces fournies visent à fournir les éléments pour améliorer et conforter de façon continue le bon fonctionnement du système d'ensemble.

#### Mondialisation et diversification des échanges
Outre le service des exigences usuelles, La traçabilité s’est mise au service, dans le cadre de la mondialisation, de la lutte contre la fraude internationale, de la lutte anti-contrefaçon et trafics en tous genres.

## Risques
Les nouvelles méthodes de traçabilité permettent de suivre un objet, un animal ou un individu, de satellite et jusque dans ses activités privées, avec de nombreuses dérives possibles.

## Contraintes techniques de la traçabilité
De nombreuses questions économiques et éthiques se posent :
- Jusqu'où la traçabilité doit-elle aller ?
- Faut-il identifier les produits un par un, ou par groupe (numéro de série, de lot) ?
- La source et le trajet d'un produit doivent-ils être accessibles au public ?
- Combien de temps conserver les archives, etc.
- Comment tracer des nanoproduits ou produits issus des nanotechnologies
- Avec quelle précision tracer des produits particuliers tels que les OGM, des poissons, le gibier, les champignons, le bois et ses produits dérivés, des espèces protégées ou menacées soumises à restrictions de commerce (Convention CITES), etc.

Les réponses sont différentes selon que l'on parle d'animaux vivants, de produits alimentaires ou non, d'éléments à risques pathogènes, toxicologiques ou environnementaux à court, moyen ou long terme (ex : déchets radioactifs à longue durée de vie), ou susceptible de mobilité ou de reproduction (animal ou plante) ou de se reproduire (OGM), etc.
Tout produit matériel est élaboré à partir de matières premières. La traçabilité va alors, par exemple, consister à noter leurs origines puis celle du produit (marque commerciale, référence du produit, numéro de lot…), ainsi que les conditions dans lesquelles la matière première a été intégrée puis transportée, stockée et vendue. Outre la date, ceci peut aller jusqu'à une liste de paramètres physiques, voire le nom des opérateurs ayant effectué les tâches.
Pour des produits destinés à l'aéronautique, notamment, la traçabilité doit permettre de remonter jusqu'aux matières premières utilisées pour élaborer la pièce concernée (analyse chimique de la matière), et d'identifier toutes les opérations ayant permis d'obtenir le produit fini à partir de cette matière. Si une pièce s'avère défectueuse, il faut, en effet, être capable de retrouver toutes les pièces fabriquées avec la même matière et dans les mêmes conditions (fonderie, usinage, traitements), afin d'interdire leur montage sur un avion tant que l'absence du même défaut n'a pas été démontrée.
Dans le cas de l'agriculture, il faudrait noter la nature et la quantité de tous les produits utilisés « de la fourche à la fourchette », c'est-à-dire dans les champs, lors du stockage et transport, puis lors de la transformation ou de transformations successives, etc. ainsi que les traitements médicamenteux et conditions d'élevage du bétail.

## Traçabilité agroalimentaire
L'Union européenne ayant été la plus affectée par des crises comme celle dite de la vache folle a pris des dispositions législatives pour rassurer les consommateurs. La controverse à propos des OGM a également contribué à cette politique de suivi.
L'Union européenne a produit depuis 1993 une série de réglementations imposant aux producteurs et aux transformateurs de denrées alimentaires de mettre en place des mesures visant à assurer un niveau de protection élevée de la sécurité alimentaire du consommateur; ces règlements Union européenne s'appliquent aujourd'hui à l'ensemble des pays membres.
- En 1993, la directive CEE HYGIENE 93/43 (abrogé par les règlements 852/2004 - 853/2004)
- En 2002, le règlement CEE GENERAL FOOD LAW 178/2002 (article 18)
- En 2004, le règlement CEE 852/2004 qui s'applique à partir du 1er janvier 2006
- En 2005, Note de service DGAL à la DGCCRF : Contrôle de la traçabilité dans le cadre réglementaire, dispositions relatives aux denrées alimentaires. Elle s'applique à partir du 17 août 2005[11].

## Traçabilité des bois, gestion des arbres
Un des enjeux d'une gestion durable des forêts et de la crédibilité des systèmes d'écocertification est un repérage et une traçabilité fiable des ressources en bois, y compris au fur et à mesure qu'il est transformée en billes, planches, etc. Le Repérage et géoréférencement d'arbres précieux en forêt. Des puces insérées dans les troncs sont parfois aussi utilisées, pouvant contenir des informations utiles pour l'avenir (pour la gestion des arbres urbains par exemple).

## Traçabilité de la chaîne du froid
Il existe des Intégrateur Temps Température.
Ils enregistrent l’historique temps-température des produits grâce à des mécanismes biologiques, physiques ou chimiques impliquant le temps et la température. De nos jours, la traçabilité s'informatise et le suivi des températures est généralement effectuée par des enregistreurs électroniques autonomes aussi appelés « data loggers ».

## Traçabilité administrative
Face aux fraudes et escroqueries que subissent de nombreux systèmes administratifs essentiellement établis sur le régime de la confiance, les États ont mis en place des services de détection des fraudes. De nouvelles procédures visent les fraudes que subissent certains organismes redistributeurs de droit (carte grise, carte Vitale, permis de conduire, certificat d'arrêt de travail, attestation ASSEDIC) à l'origine de versements d'argent.
Ces fraudes ont pour origines des défaillances de systèmes informatiques ou du personnel travaillant directement ou non avec l'administration, des usagers ou des entreprises. Certains droits nécessitent l'accès à une base de données dont l'accès est soumis à condition (juridique) ou réservé à certains services de l'État (immatriculation par exemple). La présence d'informations spécifiques sur support papier aide parfois à améliorer la traçabilité ou lutter contre la corruption.

## Traçabilité des exigences
La traçabilité des exigences consiste à documenter la vie des exigences. Il doit être possible de retracer jusqu'à leur origine chaque exigence et chaque changement affectant, les exigences doivent donc être documentées pour achever la traçabilité.
Les exigences proviennent souvent de diverses sources, telles que l'équipe marketing, les clients ou les utilisateurs. L'ensemble de ces personnes ont des besoins pour le produit (ou système). Grâce à la traçabilité des exigences, chaque fonctionnalité implémentée pourra être reliée à une personne ou à un groupe l'ayant demandée durant la phase de définition des exigences.

## Traçabilité du tabac
La lutte contre la contrebande de tabac représente un enjeu économique (finances publiques) et sécuritaire (financement du terrorisme) pour les États. Les réponses déployées par les pays mêlent l’institution douanière et des solutions technologiques.

## Traçabilité du pétrole
La non-traçabilité du pétrole et de ses dérivés représentent des pertes importantes pour les États, de l’ordre de dizaines de milliards de dollars. Ce manque à gagner se fait lors de l’importation clandestine de carburant (Irlande, Pologne, Philippines…) ou bien lors de vols de la production de pétrole (Mexique, Libye…).
L’application des sanctions internationales à l’encontre des exportations de pétrole russe découlant de l’invasion de l’Ukraine se heurtent à la traçabilité de l’origine du pétrole.